# 2018 في جنوب إفريقيا
فيما يلي قوائم الأحداث التي وقعت خلال عام 2018 في جنوب أفريقيا.

## أحداث
- 4 يناير – حادث قطار كرونستاد 2018.
- 9 يناير - إعلان الرئيس جاكوب زوما عن لجنة تقصي للنظر في إدعائات وجود فساد من فئة "سيطرة على الدولة"، ويعيّن رايموند زوندو رئيسياً عليها.[1][2]
- 14 فبراير – جاكوب زوما يعلن استقالته من منصب الرئاسة بعد إلقاءه لخطاب دام لخمسة وعشرين دقيقة.[3]
- 16 فبراير - الرئيس سيريل رامافوزا يلقي أول «خطاب حالة الأمة» في عهده.[4] واستطاع زوما عبر استقالته من المنصب تجنب الخضوع لاقتراح حجب ثقة بتأييد من حزبه. ووفقاً للقسم رقم 90(1) من دستور جنوب أفريقيا فإن نائب الرئيس سيريل رامافوزا سيصبح رئيس البلاد بالنيابة.[5][6]
- 13 يناير – الرئيس الجديد للمؤتمر الوطني الأفريقي سيريل رامافوزا يُصدر «تصريح الثامن من يناير» باسم المؤتمر في مدينة إيست لندن بمحافظة كيب الشرقية.[7][8]
- 20 يوليو - حزب إنكاثا للحرية يدعو للنظر في مناقشة احتمال إرجاع إقرار عقوبة الإعدام في البلاد.[9][10]
- 8 أغسطس – حزب الحرية الوطني يدعو إلى إرجاع تنفيذ عقوبة الإعدام في جنوب أفريقيا بعد موت خنساني ماسيكو في دعوة مشابهة أطلقها حزب إنكاثا للحرية قبل عدة أسابيع.[11]

## سياسة

### تعيين في المنصب
- 15 فبراير – سيريل رامافوزا رئيس جنوب أفريقيا.

### انتهاء فترة المنصب
- 14 فبراير – جاكوب زوما رئيس جنوب أفريقيا.
- 15 فبراير – سيريل رامافوزا عضو الجمعية الوطنية لجنوب أفريقيا.
- 1 مارس – لين براون عضو الجمعية الوطنية لجنوب أفريقيا.
- 2 أبريل – ويني ماديكيزيلا مانديلا عضو الجمعية الوطنية لجنوب أفريقيا.

## وفيات

### يناير
- 23 يناير – هيو ماسيكيلا (مواليد 1939) عازف على البوق والشياع وموسيقي وملحن وقائد فرقة موسيقية جنوب أفريقي.

### أبريل
- 2 أبريل – ويني ماديكيزيلا مانديلا (مواليد 1936) سياسية جنوب أفريقية.